# Kalinków
Kalinków – wieś w Polsce położona w województwie łódzkim, w powiecie piotrkowskim, w gminie Aleksandrów.
W latach 1975–1998 miejscowość administracyjnie należała do województwa piotrkowskiego.
Wierni Kościoła rzymskokatolickiego należą do parafii św. Apostołów Piotra i Pawła w Dąbrowie nad Czarną.

## Zabytki
Według rejestru zabytków Narodowego Instytutu Dziedzictwa na listę zabytków wpisany jest obiekt:
- dom nr 22, drewniany, nr rej.: 825 z 14.03.1973 (nie istnieje?)